# Alexander Kaufmann

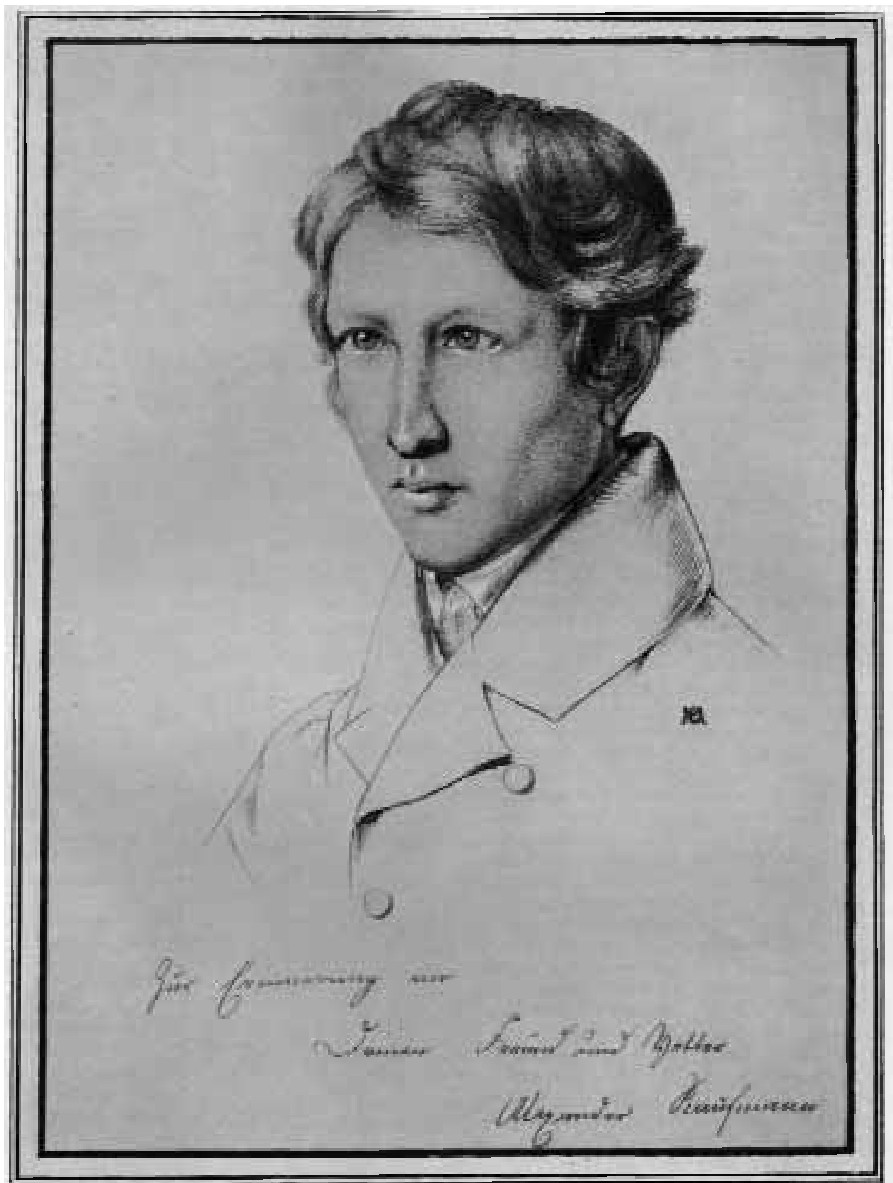
Alexander Kaufmann.

Alexander Kaufmann (14 de mayo de 1817 - 1 de mayo de 1893) fue un poeta alemán y folklorista de Bonn. 

## Biografía
Kaufmann proviene de una prominente familia local, cuyos miembros habían servido en el gobierno local al servicio de la Archdiócesis de Colonia. También fue retratado por los pintores Andreas y Karl Müller. 
En la Universidad de Bonn, estudió derecho, idiomas e historia. En 1844, Kaufmann fue elegido para servir al Príncipe Carlos von Löwenstein-Wertheim-Rosenberg, como guardián de los archivos de Wertheim en 1850. Kaufmann ostentaría este título hasta su muerte.

## Trabajos

### Colecciones poéticas
- Gedichte (1852)
- Mainsagen (1853)
- Unter den Reben (1871)

### Ensayos y Folklore
- Ensayo de Leyendas del Rhin de Karl Simrock.
- Colección de las leyendas locales del Main.
- Mythoterpe, ein Mythen-, Sagen- und Legendenbuch con el poeta Georg Friedrich Daumer;
- Estudio de Cæsarius von Heisterbach
- Traducción Wunderbare Geschichten aus den Werken des Cæsarius von Heisterbach
- Biographie des belgischen Dominikaners Thomas von Chantimpre (póstuma)

- Datos: Q77270
- Multimedia: Alexander Kaufmann / Q77270